# Industrigruppen Återvunnen Energi
Industrigruppen Återvunnen Energi, IÅE, är en svensk branschorganisation som består av flera stora svenska industriföretag som arbetar för ökad återvinning och användning av industriell restvärme. De representerar Sveriges största företag som återvinner industriell restvärme till fjärrvärmenät. Industrigruppen bildades 2005 och ordförande 2010 är Stig Nilsson (verksam på Preem AB i Lysekil).  
De organisationer som ingår är 2010 Boliden Mineral AB, Cementa , Holmen AB, Industri Park of Sweden/Kemira, LKAB, Pilkington Floatglas AB, Preem AB, SSAB och Södra Skogsägarna. 

## Opinionsbildning
Industrigruppen arbetar för att fjärrvärmeföretagen bättre ska ta vara på den värme som återvinns bland annat från industrin. De menar att det behövs fler och mer konkreta åtgärder. Som det ser ut idag går man miste om stora delar restvärme, vilket både är ett ekonomiskt såsom ett miljömässigt slöseri. Undersökningar visar att 70% av företagen har spillenergitillgångar som inte tillvaratas idag. 
Industrigruppen arbetar gentemot företag, politiker, myndigheter med att påverka. Sverige är ledande i världen på fjärrvärme - men i landet utnyttjas inte hela potentialen av industriell restvärme. Därför arbetar gruppen med att öppna nätverken och ändra villkoren för tredjepartstillträde. Man har bland annat samarbetat med Svensk Fjärrvärme för att påverka Näringsdepartementet. 

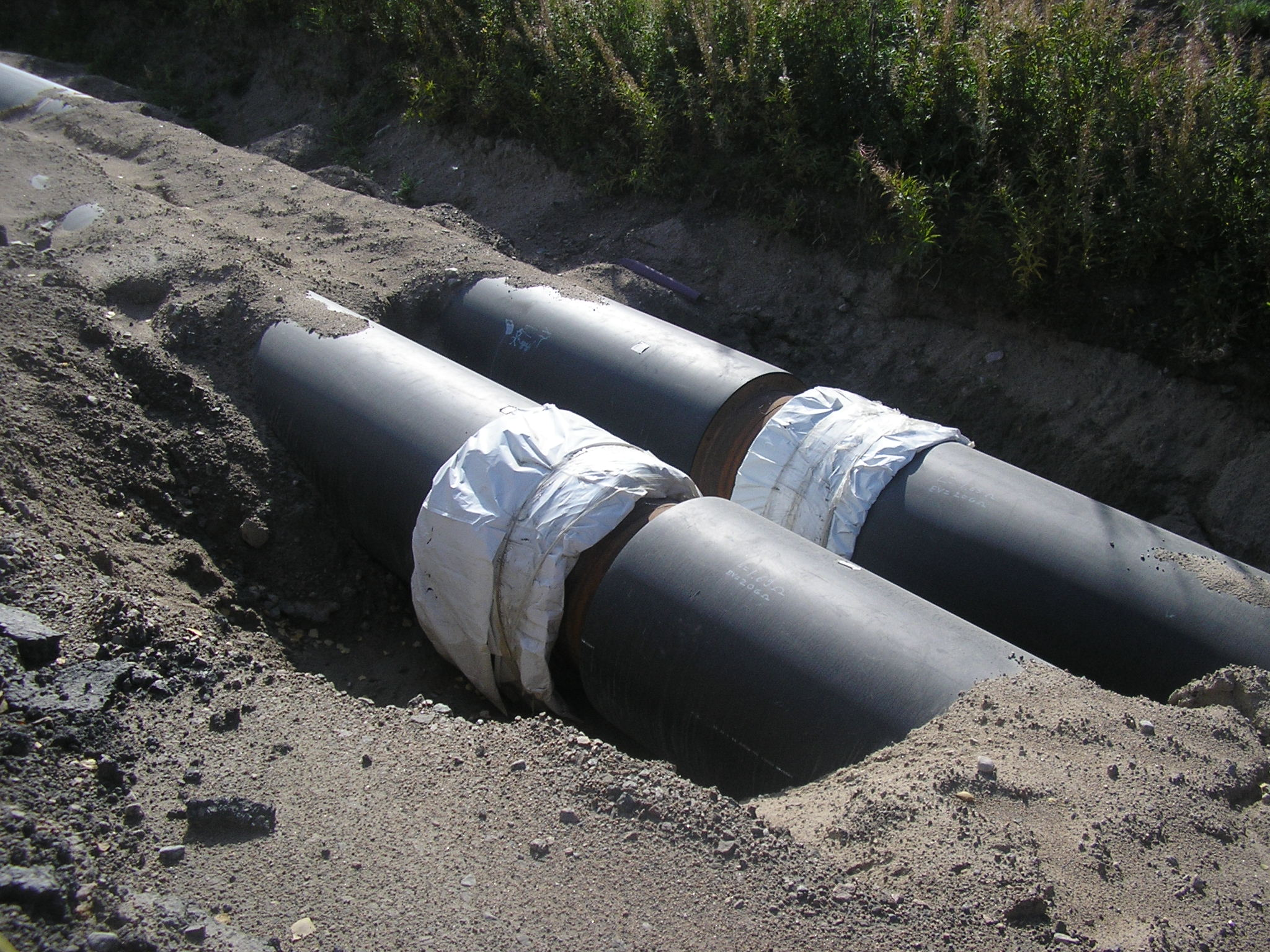
Fjärrvärmeledning i Finland

## Mediala utspel mm
- IÅE och Svensk Fjärrvärmes skrift till Näringsminister Olofsson
- IÅEs medverkan på Almedalen 2009
- Medverkan i radio - Samtal med Lena Sommestad, VD Svenska Fjärrvärme AB och Anders Ydstedt, talesman för ”Industrigruppen återvunnen energi[död länk]
- Intervju i Realtid
- Presentation av IÅE[död länk]
- Ledare i Expressen mars 2010
- Ledare i Expressen feb 2010